# Queyssac
Ne doit pas être confondu avec Queyssac-les-Vignes, commune de la Corrèze.
Queyssac est une commune française située dans le département de la Dordogne, en région Nouvelle-Aquitaine. Le village est connu pour sa remarquable église romane.

## Géographie

### Généralités
Au sud du département de la Dordogne, en Bergeracois, la commune de Queyssac se trouve en limite du Landais. Elle fait partie de l'aire d'attraction de Bergerac.
Traversé par la route départementale (RD) 21E1, le village de Queyssac est établi dans le vallon de la Marie, un affluent de la Seyze. Il se situe, en distances orthodromiques, huit kilomètres au nord-est de Bergerac.
Le territoire communal est bordé au sud-est par la route nationale 21 (axe Périgueux - Bergerac) et à l'ouest par la RD 107.

### Communes limitrophes
Queyssac est limitrophe de quatre autres communes. Au sud-est, son territoire est distant de 750 mètres de celui de Creysse.
| Eyraud-Crempse-Maurens |          | Campsegret          |
|                        | Queyssac | Lamonzie-Montastruc |
|                        | Lembras  |                     |

### Géologie et relief

#### Géologie
Situé sur la plaque nord du Bassin aquitain et bordé à son extrémité nord-est par une frange du Massif central, le département de la Dordogne présente une grande diversité géologique. Les terrains sont disposés en profondeur en strates régulières, témoins d'une sédimentation sur cette ancienne plate-forme marine. Le département peut ainsi être découpé sur le plan géologique en quatre gradins différenciés selon leur âge géologique. Queyssac est située dans le quatrième gradin à partir du nord-est, un plateau formé de dépôts siliceux-gréseux et de calcaires lacustres de l'ère tertiaire.
Les couches affleurantes sur le territoire communal sont constituées de formations superficielles du Quaternaire et de roches sédimentaires datant pour certaines du Cénozoïque, et pour d'autres du Mésozoïque. La formation la plus ancienne, notée c5e, date du Campanien 5, des calcaires bioclastiques jaunâtres à rudistes, orbitoides media, Larrazetia, calcaires gréseux jaunes à grands silex versicolores, lumachelles à huîtres. La formation la plus récente, notée CF, fait partie des formations superficielles de type colluvions indifférenciées sablo-argileuses et argilo-sableuses. Le descriptif de ces couches est détaillé dans  la feuille « no 806 - Bergerac » de la carte géologique au 1/50 000 de la France métropolitaine, et sa notice associée.

Carte géologique de Queyssac.

#### Relief et paysages
Le département de la Dordogne se présente comme un vaste plateau incliné du nord-est (491 m, à la forêt de Vieillecour dans le Nontronnais, à Saint-Pierre-de-Frugie) au sud-ouest (2 m à Lamothe-Montravel). L'altitude du territoire communal varie quant à elle entre 50 mètres au sud-est, là où la Seyze quitte la commune et entre sur celle de Lembras, et 173 mètres à l'ouest, au nord du lieu-dit Pinceguerre, en limite de la commune de Maurens,.
Dans le cadre de la Convention européenne du paysage entrée en vigueur en France le 1er juillet 2006, renforcée par la loi du 8 août 2016 pour la reconquête de la biodiversité, de la nature et des paysages, un atlas des paysages de la Dordogne a été élaboré sous maîtrise d’ouvrage de l’État et publié en octobre 2020. Les paysages du département s'organisent en huit unités paysagères,. La commune fait partie du Périgord central, un paysage vallonné, aux horizons limités par de nombreux bois, plus ou moins denses, parsemés de prairies et de petits champs.
La superficie cadastrale de la commune publiée par l'Insee, qui sert de référence dans toutes les statistiques, est de 12,35 km2,,. La superficie géographique, issue de la BD Topo, composante du Référentiel à grande échelle produit par l'IGN, est quant à elle de 12,4 km2.

### Hydrographie

#### Réseau hydrographique
La commune est située dans le bassin de la Dordogne au sein du Bassin Adour-Garonne. Elle est drainée par la Seyze, la Marie et par un petit cours d'eau, qui constituent un réseau hydrographique de 11 km de longueur totale,.
La Seyze (ou Galinat dans sa partie amont), d'une longueur totale de 9,58 km, prend sa source à Montagnac-la-Crempse et se jette dans le Caudeau en rive droite à Lembras, face à Creysse,. Elle arrose le territoire communal à l'est sur près de quatre kilomètres, lui servant de limite naturelle sur près de trois kilomètres, face à Campsegret et Lamonzie-Montastruc.
Son affluent de rive droite la Marie prend sa source près du lieu-dit Corail, dans l'ouest de la commune, passe dans le bourg et baigne le territoire communal sur quatre kilomètres.

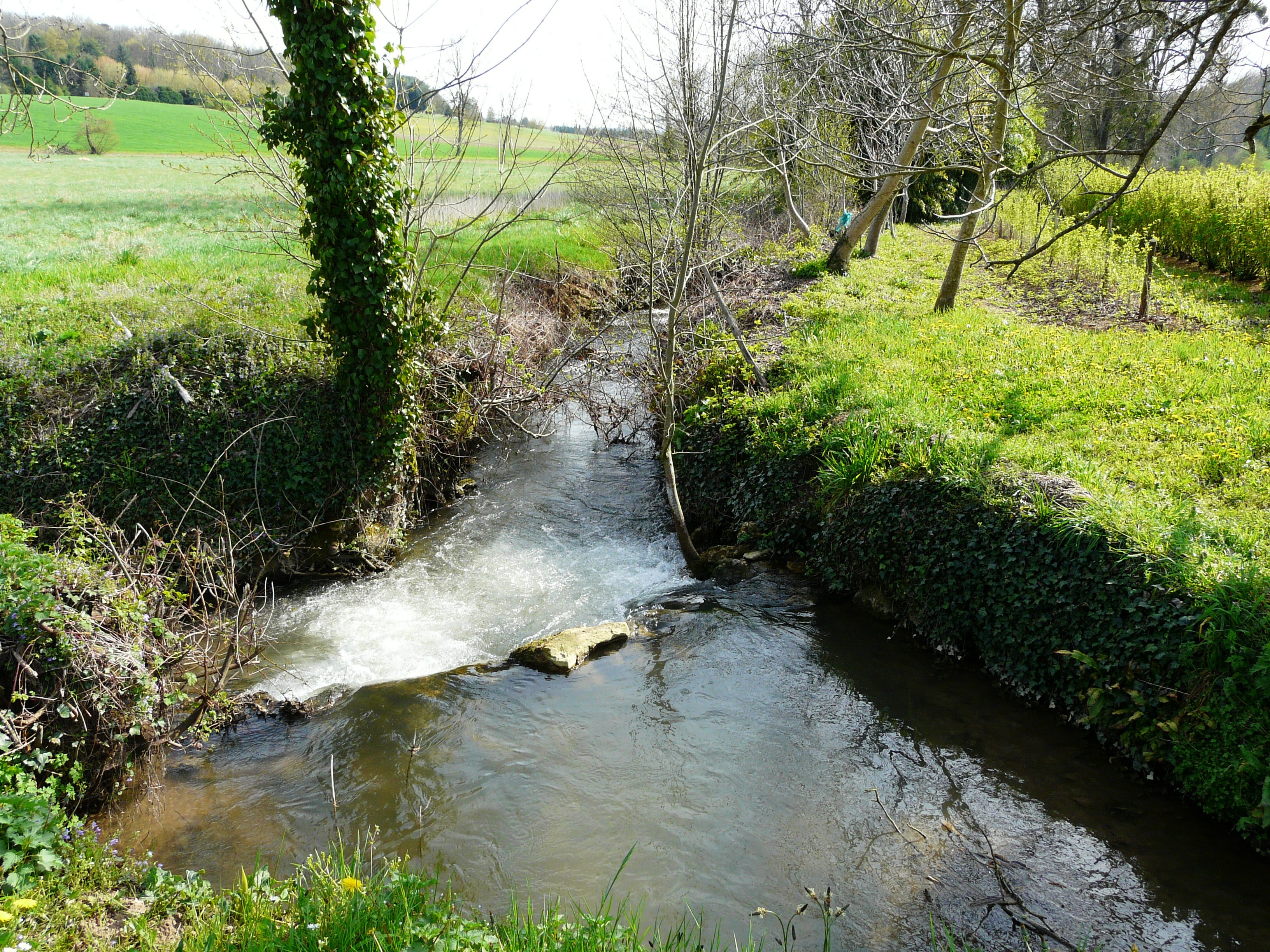
La Seyze en limite de Queyssac et Lamonzie-Montastruc.
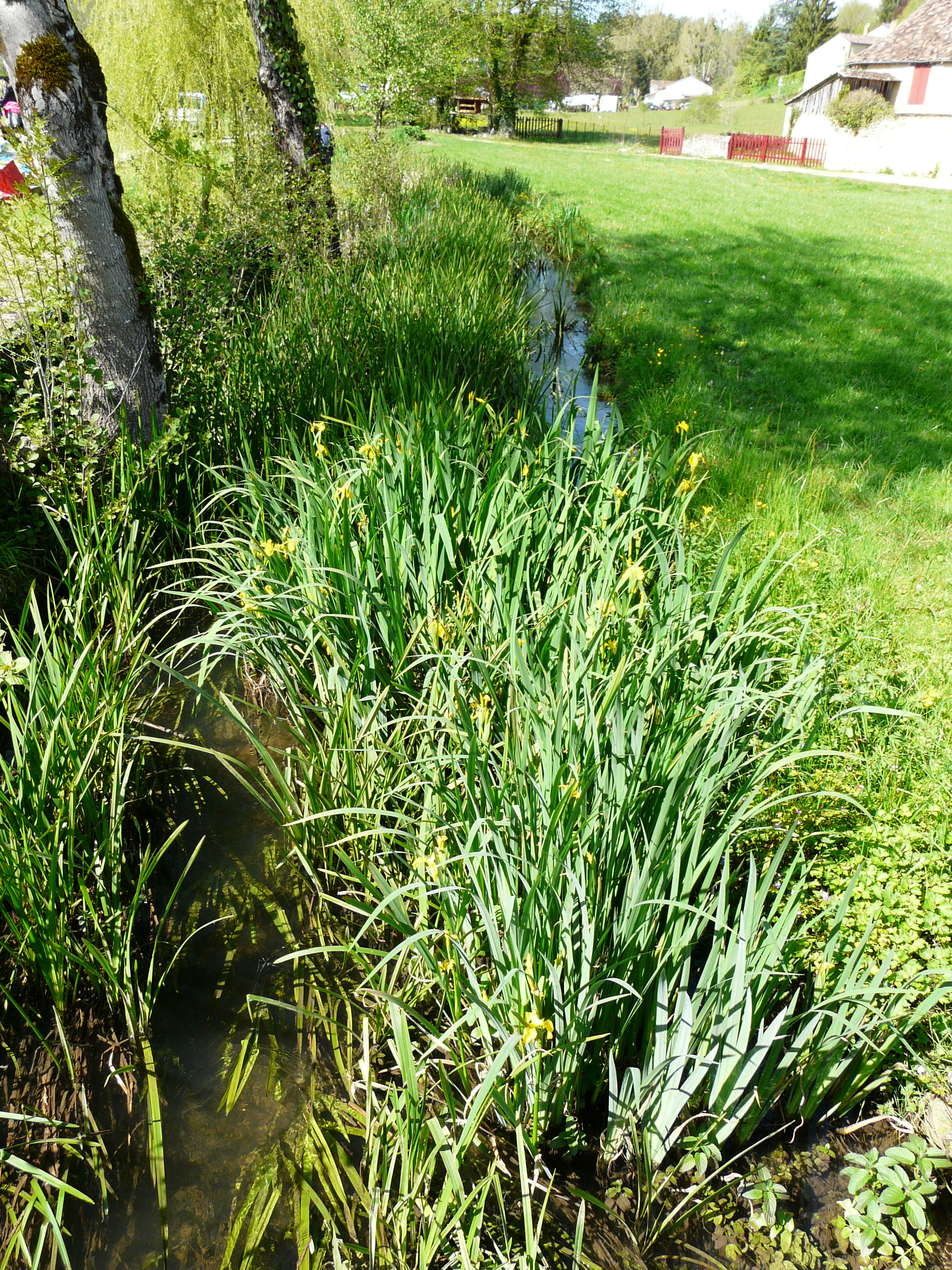
La Marie au bourg de  Queyssac.
Réseaux hydrographique et routier de Queyssac.

#### Gestion et qualité des eaux
Le territoire communal est couvert par le schéma d'aménagement et de gestion des eaux (SAGE) « Dordogne Atlantique ». Ce document de planification, dont le territoire correspond au sous‐bassin le plus aval du bassin versant de la Dordogne (aval de la confluence Dordogne - Vézère)., d'une superficie de 2 700 km2 est en cours d'élaboration. La structure porteuse de l'élaboration et de la mise en œuvre est l'établissement public territorial de bassin de la Dordogne (EPIDOR). Il définit sur son territoire les objectifs généraux d’utilisation, de mise en valeur et de protection quantitative et qualitative des ressources en eau superficielle et souterraine, en respect des objectifs de qualité définis dans le troisième SDAGE  du Bassin Adour-Garonne qui couvre la période 2022-2027, approuvé le 10 mars 2022.
La qualité des eaux de baignade et des cours d’eau peut être consultée sur un site dédié géré par les agences de l’eau et l’Agence française pour la biodiversité.

### Climat
Pour des articles plus généraux, voir Climat de la Nouvelle-Aquitaine et Climat de la Dordogne.
Historiquement, la commune est exposée à un climat océanique aquitain.  
En 2020, Météo-France publie une typologie des climats de la France métropolitaine dans laquelle la commune est dans une zone de transition entre le climat océanique et le climat océanique altéré et est dans la région climatique  Aquitaine, Gascogne, caractérisée par une pluviométrie abondante au printemps, modérée en automne, un faible ensoleillement au printemps, un été chaud (19,5 °C), des vents faibles, des brouillards fréquents en automne et en hiver et des orages fréquents en été (15 à 20 jours).
Pour la période 1971-2000, la température annuelle moyenne est de 12,6 °C, avec  une amplitude thermique annuelle de 15,3 °C. Le cumul annuel moyen de précipitations est de 859 mm, avec 12,4 jours de précipitations en janvier et 6,5 jours en juillet. Pour la période 1991-2020, la température moyenne annuelle observée sur la station météorologique la plus proche, située sur la commune de Bergerac à 8 km à vol d'oiseau, est de 13,2 °C et le cumul annuel moyen de précipitations est de 792,9 mm,. Pour l'avenir, les paramètres climatiques de la commune estimés pour 2050 selon différents scénarios d’émission de gaz à effet de serre sont consultables sur un site dédié publié par Météo-France en novembre 2022.

## Urbanisme

### Typologie
Au 1er janvier 2024, Queyssac est catégorisée commune rurale à habitat dispersé, selon la nouvelle grille communale de densité à 7 niveaux définie par l'Insee en 2022.
Elle est située hors unité urbaine. Par ailleurs la commune fait partie de l'aire d'attraction de Bergerac, dont elle est une commune de la couronne,. Cette aire, qui regroupe 73 communes, est catégorisée dans les aires de 50 000 à moins de 200 000 habitants,.

### Occupation des sols
L'occupation des sols de la commune, telle qu'elle ressort de la base de données européenne d’occupation biophysique des sols Corine Land Cover (CLC), est marquée par l'importance des forêts et milieux semi-naturels (60,7 % en 2018), en diminution par rapport à 1990 (62,2 %). La répartition détaillée en 2018 est la suivante : 
forêts (58 %), zones agricoles hétérogènes (26,8 %), prairies (12,5 %), milieux à végétation arbustive et/ou herbacée (2,7 %). L'évolution de l’occupation des sols de la commune et de ses infrastructures peut être observée sur les différentes représentations cartographiques du territoire : la carte de Cassini (XVIIIe siècle), la carte d'état-major (1820-1866) et les cartes ou photos aériennes de l'IGN pour la période actuelle (1950 à aujourd'hui).

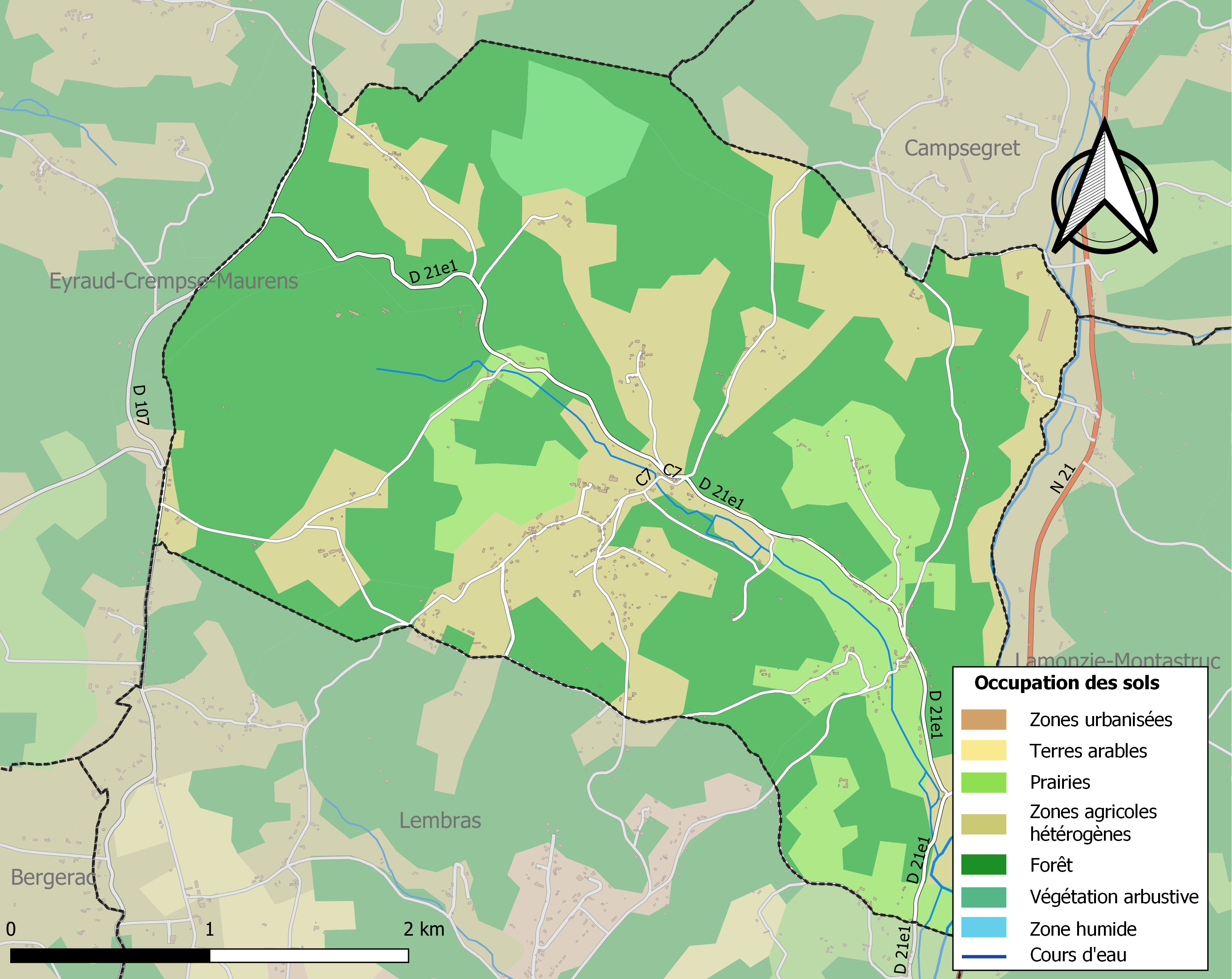
Carte des infrastructures et de l'occupation des sols de la commune en 2018 (CLC).

### Prévention des risques
Le territoire de la commune de Queyssac est vulnérable à différents aléas naturels : météorologiques (tempête, orage, neige, grand froid, canicule ou sécheresse), feux de forêts, mouvements de terrains et séisme (sismicité très faible). Il est également exposé à un risque technologique, le transport de matières dangereuses. Un site publié par le BRGM permet d'évaluer simplement et rapidement les risques d'un bien localisé soit par son adresse soit par le numéro de sa parcelle.

#### Risques naturels
Queyssac est exposée au risque de feu de forêt. L’arrêté préfectoral du 14 mars 2013 fixe les conditions de pratique des incinérations et de brûlage dans un objectif de réduire le risque de départs d’incendie. À ce titre, des périodes sont déterminées : interdiction totale du 15 février au 15 mai et du 15 juin au 15 octobre, utilisation réglementée du 16 mai au 14 juin et du 16 octobre au 14 février. En septembre 2020, un plan inter-départemental de protection des forêts contre les incendies (PidPFCI) a été adopté pour la période 2019-2029,.

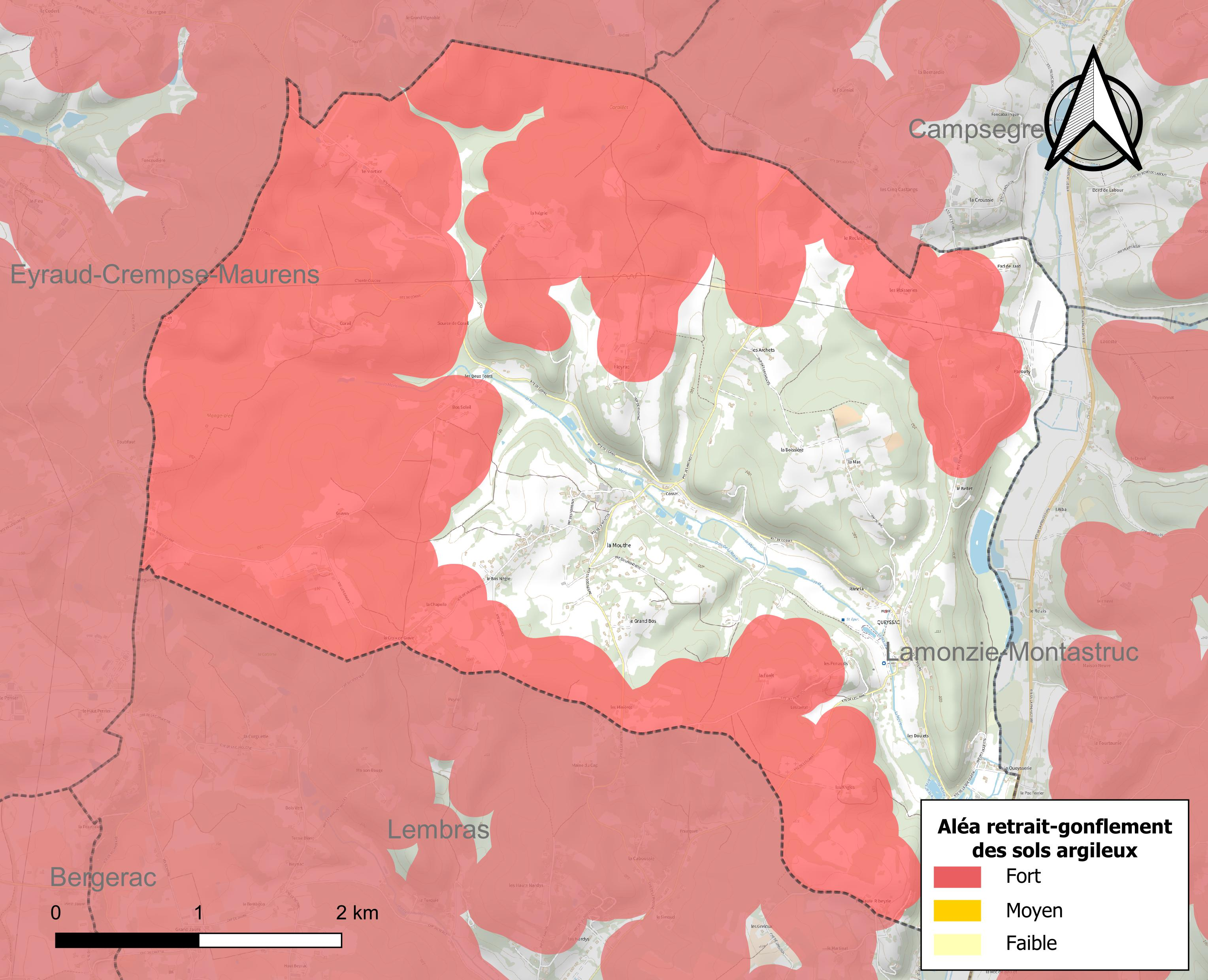
Carte des zones d'aléa retrait-gonflement des sols argileux de Queyssac.

Les mouvements de terrains susceptibles de se produire sur la commune sont des tassements différentiels. Le retrait-gonflement des sols argileux est susceptible d'engendrer des dommages importants aux bâtiments en cas d’alternance de périodes de sécheresse et de pluie. 59,7 % de la superficie communale est en aléa moyen ou fort (58,6 % au niveau départemental et 48,5 % au niveau national métropolitain). Depuis le 1er octobre 2020, en application de la loi ÉLAN, différentes contraintes s'imposent aux vendeurs, maîtres d'ouvrages ou constructeurs de biens situés dans une zone classée en aléa moyen ou fort,.
La commune a été reconnue en état de catastrophe naturelle au titre des dommages causés par les inondations et coulées de boue survenues en 1982, 1988 et 1999, par la sécheresse en 1989, 2005, 2011 et 2017 et par des mouvements de terrain en 1999.

## Toponymie
L'origine du nom de Queyssac correspond au domaine d'un propriétaire gallo-roman nommé soit Cassius,, soit Cursus.
En occitan, la commune porte le nom de Caissac.

## Histoire
L'occupation ancienne en divers points du territoire communal est attestée par quelques gisements préhistoriques remontant au Paléolithique (le Bos Nègre, les Peynauds et Peyrot) ou au Néolithique (les Peynauds et le Réclaussou).
L'église a été construite aux XIe et XIIe siècles mais les premières mentions connues du lieu n'apparaissent qu'au XIIIe siècle sous la forme « Corssac » puis à la fin du siècle suivant sous celle de Quayssacum.
Plusieurs cluzeaux (le Bourg, les Archets, les Boissières, Floyrac, le Mas et la Mouthe) ont été aménagés au Moyen Âge.
Sur la carte de Cassini représentant la France entre 1756 et 1789, le village est identifié sous le nom de Queyssec.

## Politique et administration

### Rattachements administratifs
La commune de Queyssac a, dès 1790, été rattachée au canton de Liorac qui dépendait du district de Bergerac. En 1800, le canton de Liorac est supprimé, de même que les districts, et la commune est rattachée au canton de Bergerac dépendant de l'arrondissement de Bergerac. En 1973, le canton de Bergerac est scindé en deux et Queyssac est désormais rattachée au canton de Bergerac-2.

### Intercommunalité
En 2001, Queyssac intègre la communauté de communes de Bergerac Pourpre. Celle-ci est dissoute au 31 décembre 2012 et remplacée au 1er janvier 2013 par la communauté d'agglomération bergeracoise. Celle-ci fusionne avec la communauté de communes des Coteaux de Sigoulès au 1er janvier 2017 pour former la nouvelle communauté d'agglomération bergeracoise.

### Administration municipale
La population de la commune étant comprise entre 100 et 499 habitants au recensement de 2017, onze conseillers municipaux ont été élus en 2020,.

### Liste des maires
| Période                                  | Période        | Identité             | Étiquette | Qualité                                     |
| ---------------------------------------- | -------------- | -------------------- | --------- | ------------------------------------------- |
| Les données manquantes sont à compléter. |                |                      |           |                                             |
|                                          |                |                      |           |                                             |
| mars 1989                                | juin 2023      | Francis Papatanasios | SE        | Cadre supérieur                             |
| juin 2023                                | septembre 2023 | Maryse Roche         |           | Première adjointe faisant fonction de maire |
| septembre 2023                           | En cours       | Maryse Roche         |           |                                             |

## Équipements et services publics

### Justice
Dans le domaine judiciaire, Queyssac relève : 
- du tribunal judiciaire, du tribunal pour enfants, du conseil de prud'hommes et du tribunal de commerce de Bergerac ;
- du pôle Nationalité du tribunal judiciaire de Périgueux (compétent uniquement dans le domaine de la nationalité) ;
- de la cour d'appel, du tribunal administratif et de la  cour administrative d'appel de Bordeaux.

## Population et société

### Démographie
L'évolution du nombre d'habitants est connue à travers les recensements de la population effectués dans la commune depuis 1793. Pour les communes de moins de 10 000 habitants, une enquête de recensement portant sur toute la population est réalisée tous les cinq ans, les populations de référence des années intermédiaires étant quant à elles estimées par interpolation ou extrapolation. Pour la commune, le premier recensement exhaustif entrant dans le cadre du nouveau dispositif a été réalisé en 2006.

En 2022, la commune comptait 530 habitants, en évolution de +12,77 % par rapport à 2016 (Dordogne : +0,37 %, France hors Mayotte : +2,11 %).
| 1793 | 1800 | 1806 | 1821 | 1831 | 1836 | 1841 | 1846 | 1851 |
| ---- | ---- | ---- | ---- | ---- | ---- | ---- | ---- | ---- |
| 603  | 536  | 495  | 532  | 573  | 553  | 578  | 581  | 558  |

| 1856 | 1861 | 1866 | 1872 | 1876 | 1881 | 1886 | 1891 | 1896 |
| ---- | ---- | ---- | ---- | ---- | ---- | ---- | ---- | ---- |
| 562  | 507  | 464  | 481  | 470  | 501  | 461  | 447  | 404  |

| 1901 | 1906 | 1911 | 1921 | 1926 | 1931 | 1936 | 1946 | 1954 |
| ---- | ---- | ---- | ---- | ---- | ---- | ---- | ---- | ---- |
| 408  | 403  | 384  | 310  | 305  | 281  | 267  | 241  | 260  |

| 1962 | 1968 | 1975 | 1982 | 1990 | 1999 | 2006 | 2011 | 2016 |
| ---- | ---- | ---- | ---- | ---- | ---- | ---- | ---- | ---- |
| 276  | 256  | 289  | 363  | 439  | 462  | 467  | 468  | 470  |

| 2021 | 2022 | - | - | - | - | - | - | - |
| ---- | ---- | - | - | - | - | - | - | - |
| 509  | 530  | - | - | - | - | - | - | - |

### Manifestations culturelles et festivités
- Fête communale début août[54].
- Festival des arts à la fin de l'été (13e édition en 2019 avec une quarantaine d'artisans d'art[55].

### Sports
- Début octobre, trail solidaire en course, randonnée, VTT ou canicross (12e édition en 2023[56] avec 717 participants[57]).

## Économie

### Emploi
En 2015, parmi la population communale comprise entre 15 et 64 ans, les actifs représentent 215 personnes, soit 46,3 % de la population municipale. Le nombre de chômeurs (vingt-deux) a fortement augmenté par rapport à 2010 (douze) et le taux de chômage de cette population active s'établit à 10,1 %.

### Établissements
Au 31 décembre 2015, la commune compte vingt-sept établissements, dont douze au niveau des commerces, transports ou services, six relatifs au secteur administratif, à l'enseignement, à la santé ou à l'action sociale, quatre dans la construction, trois dans l'agriculture, la sylviculture ou la pêche, et deux dans l'industrie.

## Culture locale et patrimoine

### Lieux et monuments
- Église Saint-Pierre-ès-Liens, romane de la fin du XIe siècle[61] qui a conservé son chœur d'origine.
- Le « pigeonnier » de Queyssac est en fait un silo à grains du XVIe siècle[62].
- Plusieurs gisements préhistoriques[61].
- Nombreux cluzeaux[61], dont ceux de La Mouthe 1 et 2, qui se font face et présentent chacun une salle unique de petite taille dont l'accès se fait par une petite galerie[63].

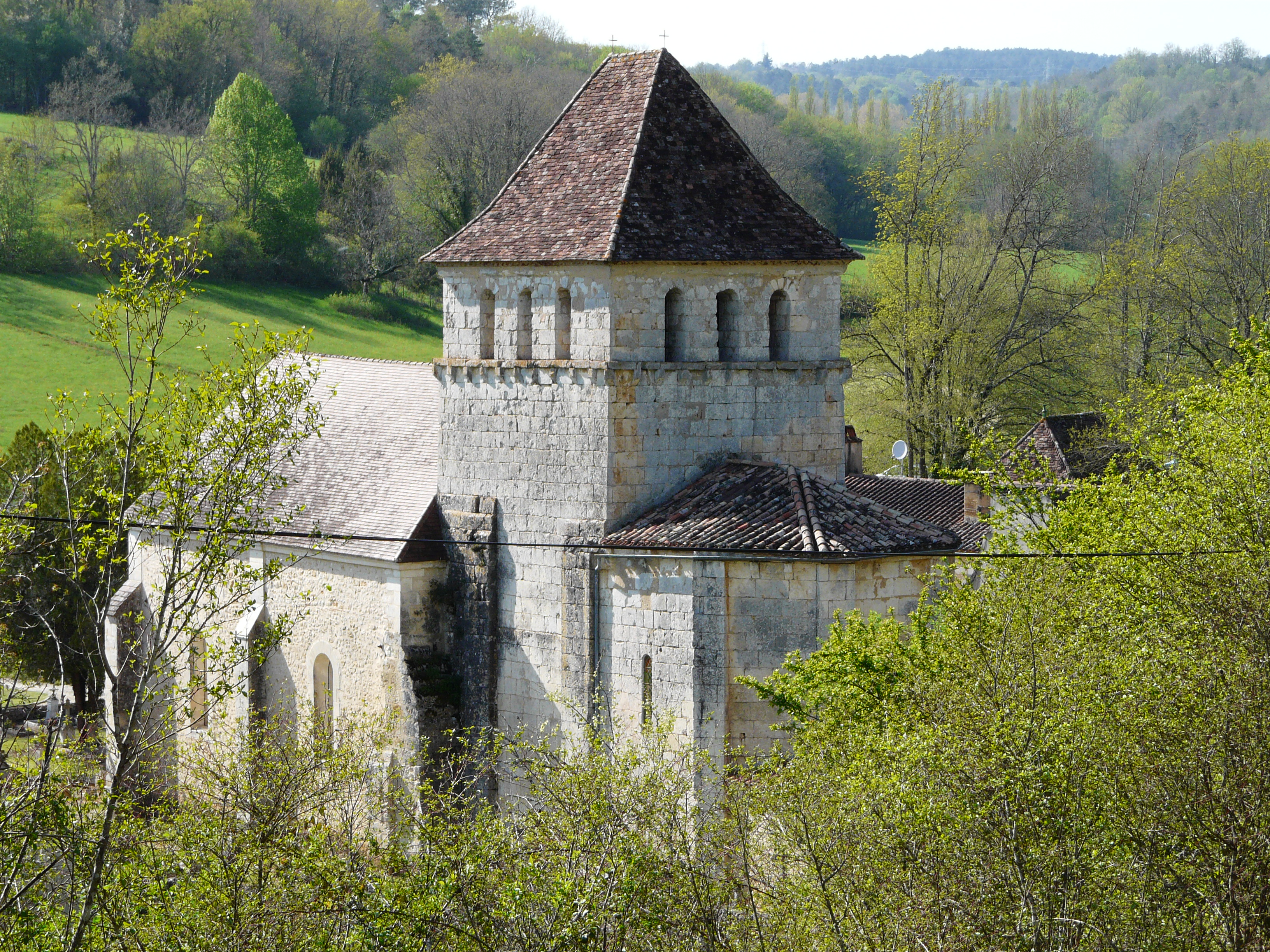
L'église Saint-Pierre-ès-Liens.
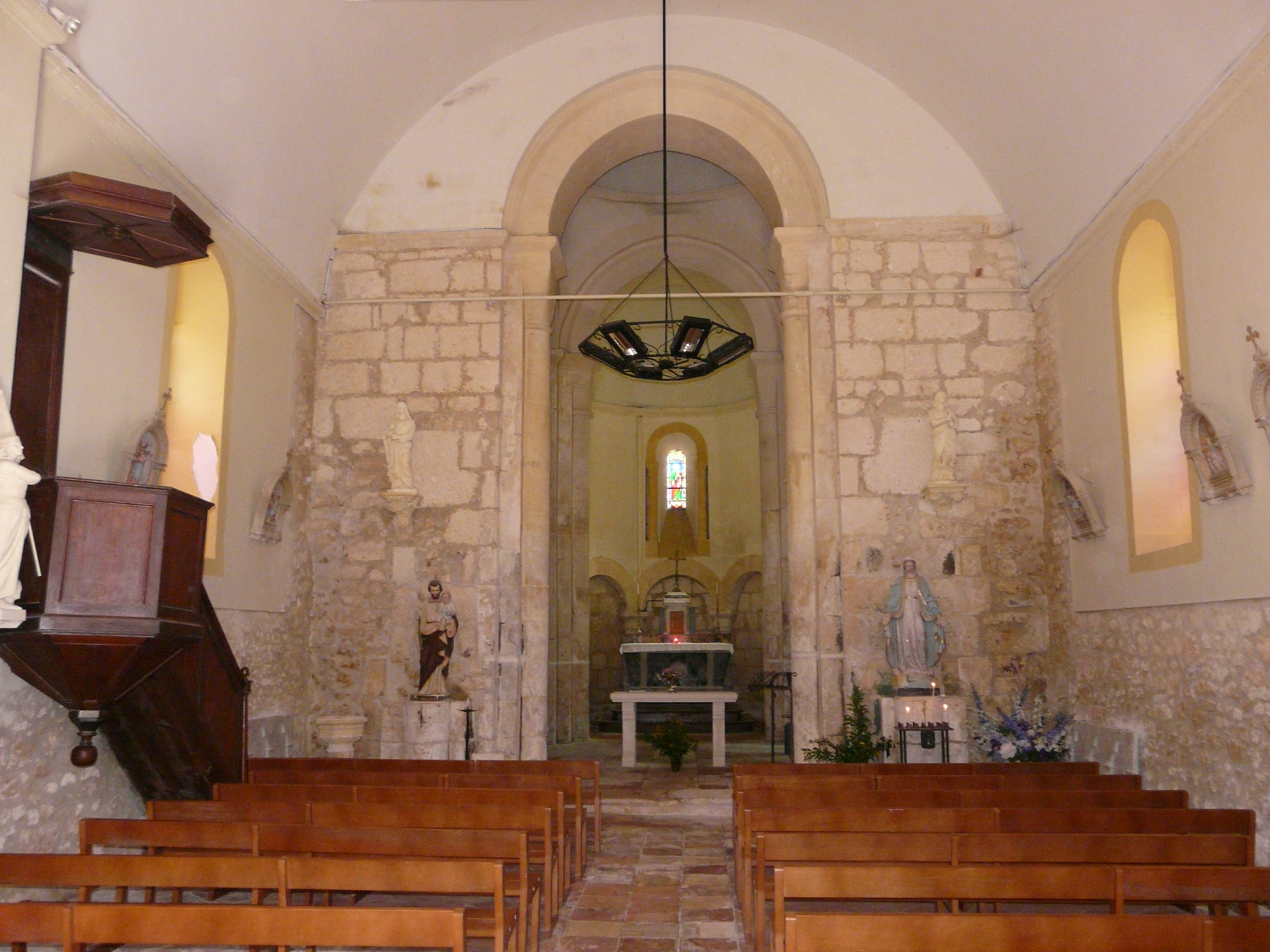
La nef.
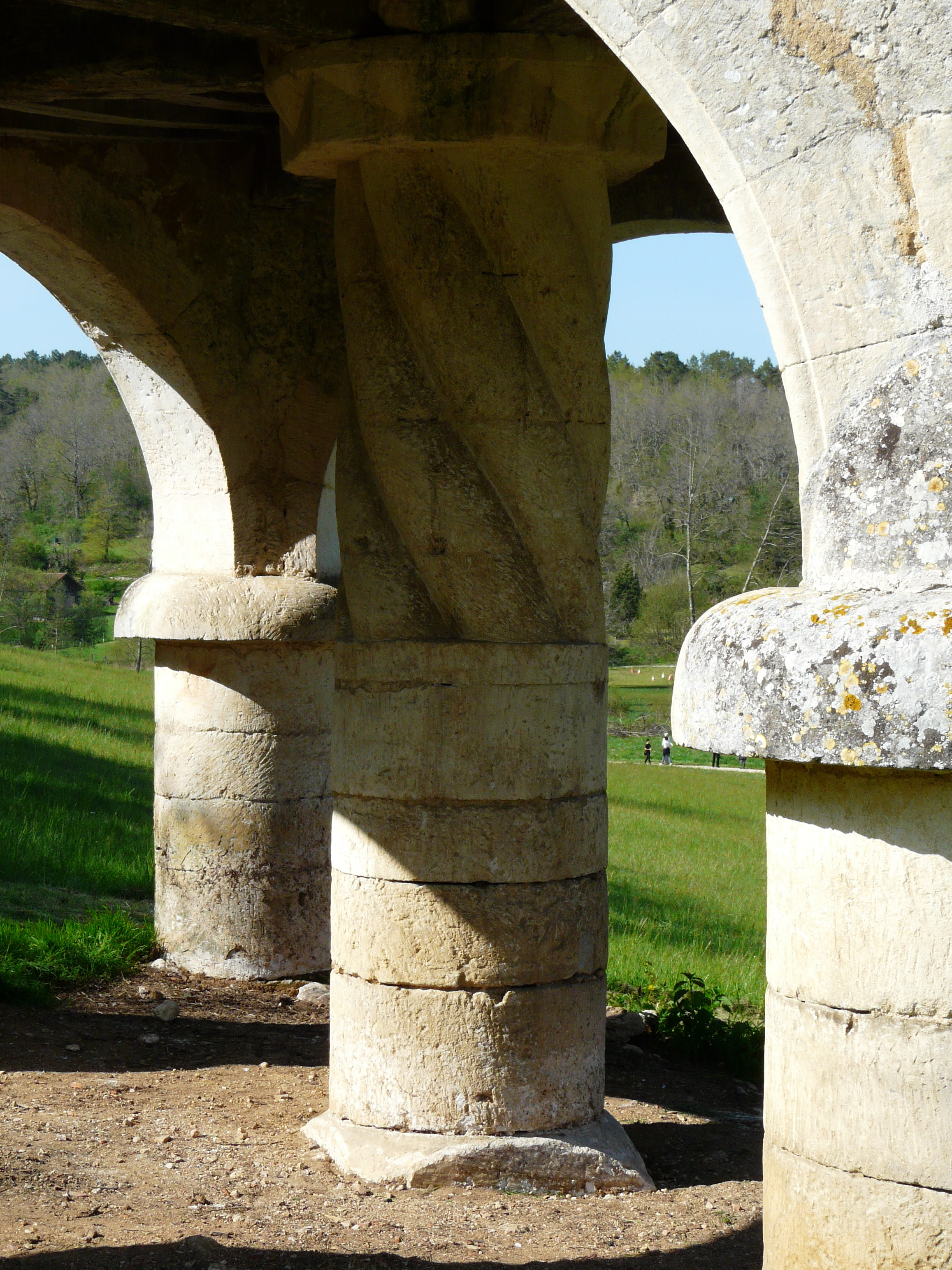
Piliers du silo à grains.
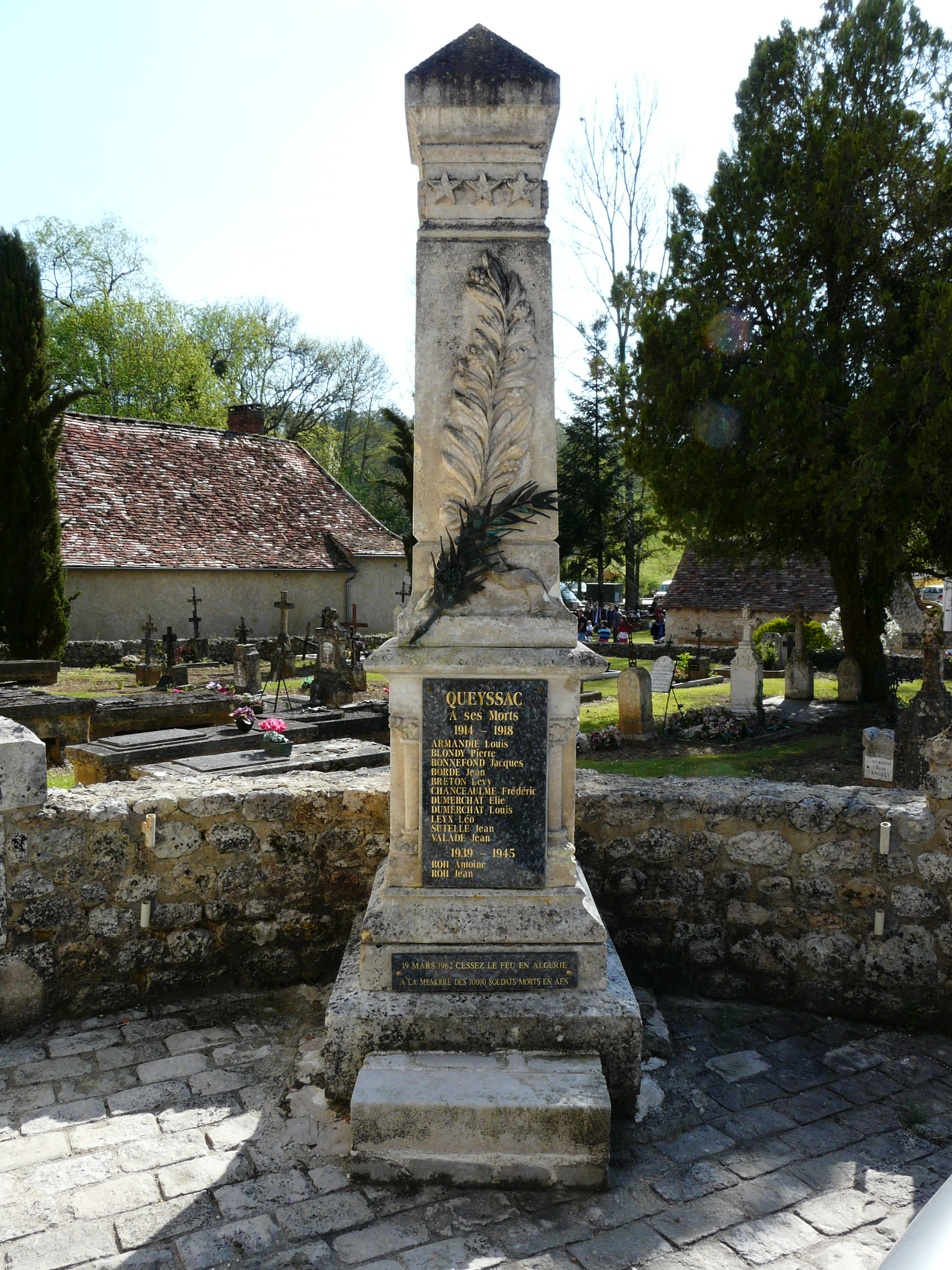
Le monument aux morts.

### Personnalités liées à la commune
- Charles-Antoine de Piis (1737-1794), homme politique né à Queyssac, député de la noblesse aux États généraux de 1789.
- Adrien Bayssellance, né le 24 mai 1829 à La Négrie, commune de Queyssac - mort le 25 juillet 1907, est un ingénieur français spécialisé dans le Génie maritime, passionné d'alpinisme, qui fut maire de Bordeaux de 1888 à 1892.

## Pour approfondir